# Жмеринський тютюново-ферментаційний завод
Жмеринський тютюново-ферментаційний завод — підприємство у місті Жмеринка Жмеринського району Вінницької області України.

## Історія
Тютюново-ферментаційний завод у місті Жмеринка був побудований відповідно до перший п'ятирічний план розвитку народного господарства СРСР і введений в експлуатацію в 1932 році.
Під час Німецько-радянської війни 17 липня 1941 місто було окуповане наступаючими німецькими військами. 18 березня 1944 року Жмеринку було деокуповано радянськими військами, потім почалося відновлення зруйнованих промислових підприємств. У перші місяці відновлення проходило повільно, оскільки до серпня 1944 року місто і станцію бомбили літаки Люфтваффе, але після відновлення роботи цегельного заводу прискорилося.
Після війни підприємство було оснащене новим обладнанням і значно збільшило обсяги виробництва.
Загалом, за радянських часів завод входив до числа найбільших підприємств міста.
Після проголошення незалежності України державне підприємство було перетворено на закрите акціонерне товариство.
У 2005 році на заводі було встановлено двофарбову флексографську машину «Центуріон Л-120-2».

## Діяльність
Підприємство виробляє ферментований та ароматизований тютюн, тришаровий гофрований картон, а також упаковки (картонні коробки та ящики з гофрованого картону).